# 弁天村
弁天村（べんてんむら）は、秋田県雄勝郡にあった村。現在の湯沢市北部、皆瀬川左岸、奥羽本線下湯沢駅の北西・南東一帯にあたる。岩崎町を挟んで村域が二分されている。

## 地理
- 山：天ヶ台山
- 河川：皆瀬川

## 歴史
- 1889年（明治22年）4月1日 - 町村制の施行により、森村、杉沢新所村、杉沢村、二井田村、角間村の区域をもって発足。
- 1954年（昭和29年）3月31日 - 湯沢町・岩崎町・幡野村・三関村・山田村と合併して湯沢市が発足。同日弁天村廃止。

## 交通

### 鉄道路線
奥羽本線が村域を通過するが、駅は所在しなかった。

### 道路
- 国道13号

現在は旧村域に湯沢横手道路が通過しているが、当時は未開通。

## 著名出身者
- 中村紅果 (俳優)